# Lophornis
I Coquette (Lophornis Lesson, 1829) sono un genere di uccelli della famiglia Trochilidae.

## Descrizione
Le specie appartenenti a questo genere sono caratterizzate da un becco dritto e corto e da lunghe piume sul capo.

## Tassonomia
Comprende le seguenti specie:
- Lophornis ornatus (Boddaert, 1783) - coquette dai ciuffetti
- Lophornis gouldii (Lesson, 1832) - coquette guancemacchiate
- Lophornis magnificus (Vieillot, 1817) - coquette crespata
- Lophornis brachylophus Moore, RT, 1949 - coquette crestacorta
- Lophornis delattrei (Lesson, 1839) - coquette crestarossiccia
- Lophornis stictolophus Salvin & Elliot, 1873 - coquette picchiettata
- Lophornis chalybeus Temminck, 1821 - coquette festosa
- Lophornis pavoninus Salvin & Godman, 1882 - coquette pavonina
- Lophornis helenae (Delattre, 1843) - coquette crestanera
- Lophornis adorabilis Salvin, 1870 - coquette crestabianca